# 圣比伊
圣比伊（法語：Saint-Bihy，法語發音：[sɛ̃ biji]）是法国阿摩尔滨海省的一个市镇，位于该省中部，属于圣布里厄区。

## 地理
圣比伊（48°22'44"N, 2°58'14"W）面积8.22 平方千米，位于法国布列塔尼大區阿摩尔滨海省，该省份为法国西北部沿海省份，位于布列塔尼半岛北部，北濒大西洋英吉利海峡，西接菲尼斯泰尔省，南至莫尔比昂省，东临伊勒-维莱讷省。
与圣比伊接壤的市镇（或旧市镇、城区）包括：勒弗伊、拉阿尔穆瓦、上科尔莱、朗凡、勒维约堡。
圣比伊的时区为UTC+01:00、UTC+02:00（夏令时）。

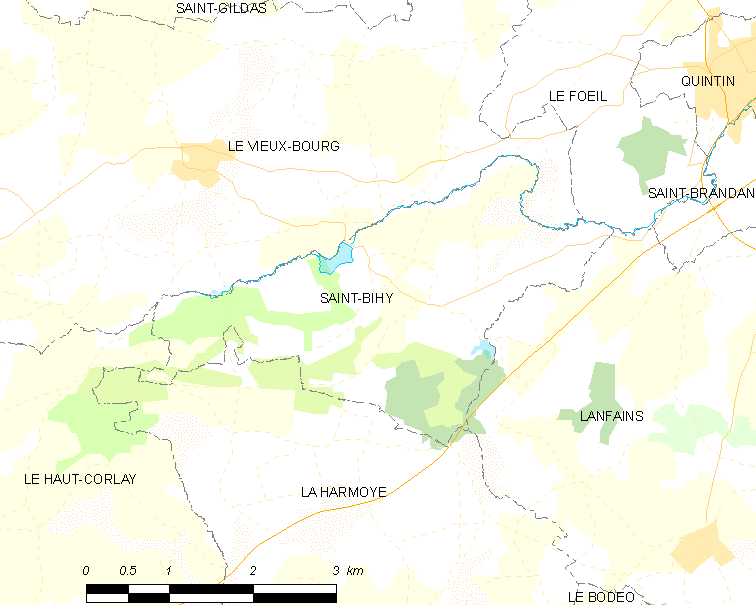
圣比伊的OSM定位图

## 行政
圣比伊的邮政编码为22800，INSEE市镇编码为22276。

## 政治
圣比伊所属的省级选区为普莱洛县。

## 人口

1962-2008年间圣比伊人口变化图示

圣比伊于2022年1月1日时的人口数量为261人。

## 交通
阿摩尔滨海省省道D63线经过市中心。